# Classic Albums: U2 - The Joshua Tree
Classic Albums: U2 - The Joshua Tree è un DVD contenente un documentario sulla registrazione dell'album degli U2 The Joshua Tree. Fa parte della serie di documentari Classic Albums e la puntata contenuta è stata trasmessa nel 1999.

## Tracce
1. Intervista ad Elvis Costello
2. I Still Haven't Found What I'm Looking For
3. With or Without You
4. Daniel Lanois & Brian Eno
5. Mothers of the Disappeared
6. The Influence Of America
7. Bullet the Blue Sky
8. Where the Streets Have No Name
9. Exit
10. Running to Stand Still
11. Sweetest Thing

Extra
- Discografia degli U2